# (10379) Lake Placid
(10379) Lake Placid es un asteroide perteneciente al Cinturón exterior de asteroides, descubierto el 18 de julio de 1996 por George R. Viscome desde el Observatorio Rand, Nueva York, Estados Unidos.

## Designación y nombre
Designado provisionalmente como 1996 OH. Fue nombrado en honor a Lake Placid, una ciudad en el norte del estado de Nueva York en los EE. UU. que fue sede de los Juegos Olímpicos de Invierno de 1932 y 1980, Lake Placid es también el lugar de nacimiento del descubridor. Ubicado en las montañas Adirondack, Lake Placid es famoso por su belleza natural.

## Características orbitales
(10379) Lake Placid está situado a una distancia media del Sol de 3,500 ua, pudiendo alejarse hasta 3,578 ua y acercarse hasta 3,423 ua. Su excentricidad es 0,022 y la inclinación orbital 6,491 grados. Emplea 2391,89 días en completar una órbita alrededor del Sol.
Los próximos acercamientos a la órbita de Júpiter ocurrirán  el 15 de junio de 2025 y el 30 de diciembre de 2039.

## Características físicas
La magnitud absoluta de (10379) Lake Placid es 12,90.  Tiene 11,136 km de diámetro y su albedo se estima en 0,130.